# Dahijat Sabah al-Chajr
Dahijat Sabah al-Chajr (arab. ضاحية صباح الخير) – arabska wioska położona w muhafazie Dżanin, w Autonomii Palestyńskiej.

## Położenie
Wioska Dahijat Sabah al-Chajr jest położona na wysokości od 110 do 140 m n.p.m. na północnym skraju wzgórz Samarii. Okoliczny teren łagodnie opada w kierunku północnym do Doliny Jezreel w Izraelu. Natomiast po stronie południowej wznoszą się wzgórza Samarii. W otoczeniu wioski Dahijat Sabah al-Chajr znajduje się miasto Dżanin, wioski Dżalama, Arrana, Dajr Ghazala, Bajt Kad i Kafr Dan. W odległości 2,5 km na północ od wioski przebiega mur bezpieczeństwa oddzielający terytorium Izraela od Autonomii Palestyńskiej. Po stronie izraelskiej są położone moszaw Ram-On oraz arabska wioska Mukajbila.
Dahijat Sabah al-Chajr leży w Dżanin w Autonomii Palestyńskiej.

## Historia
W wyniku I wojny izraelsko-arabskiej w 1949 roku wioska Dahijat Sabah al-Chajr znalazła się pod okupacją Jordanii. Podczas wojny sześciodniowej w 1967 roku cała Samaria znalazła się pod okupacją Izraela. Zawarte w 1983 roku Porozumienia z Oslo przyniosło utworzenie Autonomii Palestyńskiej. Wioska Dahijat Sabah al-Chajr znajduje się w strefie A, która całkowicie podlega palestyńskiej administracji.

## Transport
Przez wioskę przebiega droga nr 588, którą jadąc na południe dojeżdża się do miasta Dżanin, lub na północ do przejścia granicznego Dżalama.